# Kindermann Verlag
Der Kindermann Verlag ist ein unabhängiger Kinder- und Jugendbuchverlag mit Sitz in Berlin.

## Verlagsgeschichte
Barbara Kindermann (1955–2020) gründete den Verlag 1994. Zuvor in einem Göttinger Verlag als Lektorin tätig, inspirierte ihre damals sechsjährige Tochter Anna sie während des Vorlesens zu einer Buchreihe, die Kindern den Zugang zum Kanon der Weltliteratur ermöglicht und damit bis heute einzigartig auf dem deutschen Buchmarkt ist. Ohne die Komplexität und Qualität der Originale zu unterlaufen, erzählt Kindermann nach angelsächsischem Vorbild die Klassiker der Weltliteratur in einer leicht verständlichen Prosa für Kinder nach und macht sich das Déjà-vu-Erlebnis zunutze. Dem Wunsch verpflichtet, in Kindern langfristig die Lust auf das Original zu wecken, ohne dieses jedoch ersetzen zu wollen, entstanden in Zusammenarbeit mit namhaften Illustratoren wie beispielsweise Klaus Ensikat oder Sabine Wilharm bis zum Jahr 2020 etwa 20 Titel in der Reihe „Weltliteratur für Kinder“.
Zur Professionalisierung des Auftritts erfolgte 2002 ein Relaunch der Reihe „Weltliteratur für Kinder“, deren Bücher seitdem edel ausgestattet und in Halbleinen gebunden sind. Neben dem Lizenzhandel für fremdsprachige Bücher sind seit vielen Jahren die von Barbara Kindermann an Kindereinrichtungen, Grundschulen und Bibliotheken in ganz Deutschland gehaltenen Lesungen ein Teil des nachhaltigen Erfolges des Kindermann Verlages. Entgegen der üblichen Beschränkung auf die reine Vorstellung eines Buches, erklärt Kindermann ihren jungen Zuhörern auch den Herstellungsprozess ihrer Bücher. Weiterhin vertreibt der Kindermann Verlag viele Titel abseits der herkömmlichen Wege in jeweils passenden Museen und touristischen Einrichtungen, wie beispielsweise in der Goethe- und Schiller-Stadt Weimar.
Im September 2015 stieg Anna Kindermann in das Geschäft des Kindermann Verlages ein und verantwortet die Bereiche Marketing und Auslandsrechte. Im Mai 2017 zog der Verlag von Berlin-Westend nach Kreuzberg um.
Verlagsgründerin Barbara Kindermann zog sich im Januar 2020 aus dem Büro-Alltag zurück und überließ die Hauptverantwortung ihren beiden Mitarbeiterinnen: ihrer Tochter Anna Kindermann und Sophie Tertel. Der Verlag erlitt im Juni 2020 einen Schicksalsschlag, als Barbara Kindermann unerwartet im Alter von 65 Jahren starb. Laut Verlagsnachruf werde sie als inspirierende Persönlichkeit und großartige Autorin immer in Erinnerung bleiben. Barbara Kindermanns langjährige Freundin und Kollegin Monika Bilstein, Geschäftsführerin des Peter Hammer Verlags, schrieb einen längeren Nachruf.
Anschließend übernahm Anna Kindermann als neue Verlegerin den Kindermann Verlag.

## Programm
Schwerpunkt des rund 50 Titel umfassenden Verlagsprogramms des Kindermann Verlags ist seit seinen Anfängen die ins Bilderbuch übertragene klassische Literatur. Die auf 28 Seiten verdichteten Bücher der Weltliteratur-Reihe übermitteln durch zahlreiche kursiv hervorgehobene Originalzitate authentisch den Charakter der Klassiker. Gleichzeitig unterstützt die hinzugefügte Bildebene die Verständlichkeit des Handlungsverlaufes bei den jungen Rezipienten.
Bestärkt durch den Erfolg der Reihe „Weltliteratur für Kinder“ wurde die Bandbreite des Kindermann Verlages um die zweite Klassiker-Reihe „Poesie für Kinder“ erweitert. Auch hier entfalten die Gedichte und Balladen von beispielsweise Schiller, Fontane, Droste-Hülshoff oder Rilke eine besondere Wirkung durch die Illustrationen ausgezeichneter Künstler. Für die Gestaltung der Goethe-Balladen Erlkönig und Der Zauberlehrling konnte zum Beispiel Sabine Wilharm, eine der erfolgreichsten deutschen Kinderbuchillustratorinnen, gewonnen werden. Bekannt geworden durch die Bucheinbandgestaltung der deutschen Harry-Potter-Ausgaben, fertigt sie u. a. Karikaturen für die Zeitschriften Spiegel und Stern.
Neben der abgeschlossenen Reihe „Kinder entdecken Kunst“, in welcher die Kunstpädagogin Britta Benke Kindern Leben und Werk von Kandinsky, Matisse, Picasso und Miró anhand anschaulicher Beispiele erklärt, erweitern besondere Titel wie das von Klaus Ensikat illustrierte Buch Meike Roth-Becks über das Leben Luthers und dessen Thesen oder Joachim Rönnepers Kunstgeschichte erklärender und von Norman Junge gezeichneter Hase Maler Moll das Programm des Kindermann Verlages.

## Autoren und Illustratoren des Verlages (Auswahl)
- Aljoscha Blau
- Bruno Blume
- Klaus Ensikat
- Willi Glasauer
- Jacky Gleich
- Sybille Hein
- Norman Junge
- Silke Leffler
- Reinhard Michl
- Isabel Pin
- Sabine Wilharm

## Auswahl der wichtigsten Auszeichnungen
Stiftung Buchkunst„Die schönsten deutschen Bücher“
- 2002: Barbara Kindermann und Klaus Ensikat für Faust
- 2006: Johann Wolfgang von Goethe und Sabine Wilharm für Der Zauberlehrling

Deutsche Akademie für Kinder und Jugendliteratur„Kinderbuch des Monats“
- 2005:  Barbara Kindermann und Sybille Hein für Kleider machen Leute
- 2006: Britta Denke für Wer ist eigentlich dieser Miró?
- 2008: Rainer Maria Rilke und Isabel Pin für Das Karussell
- 2009: Friedrich Schiller und Willi Glasauer für Der Taucher
- 2013: Johann Wolfgang von Goethe und Sabine Wilharm für Der Erlkönig
- 2015: Otto Ernst und Tobias Krejtschi für Nis Randers

White Ravens der Internationalen JugendbibliothekEmpfehlungsliste
- 2010: Friedrich Schiller und Jenny Brosinski für Die Bürgschaft

Leipziger Lesekompass
- 2014: Johann Wolfgang von Goethe und Sabine Wilharm für Der Erlkönig

Deutsch-Französischer JugendliteraturpreisKurzliste
- 2016: Meike Roth-Beck und Klaus Ensikat für Von Martin Luthers Wittenberger Thesen

Illustrationspreis für Kinder- und JugendbücherEmpfehlungsliste
- 2016: Meike Roth-Beck und Klaus Ensikat für Von Martin Luthers Wittenberger Thesen